# Palau na letních olympijských hrách
Palau na letních olympijských hrách startuje od roku 2000. Toto je přehled účastí, medailového zisku a vlajkonošů na dané sportovní události.

## Účast na Letních olympijských hrách
| Dějiště LOH            | LOH      | Vlajkonoš                     | Zlatá medaile | Stříbrná medaile | Bronzová medaile | Celkem |
| ---------------------- | -------- | ----------------------------- | ------------- | ---------------- | ---------------- | ------ |
| 2000 Sydney            | LOH 2000 | Valerie Pedro                 |               |                  |                  | 0      |
| 2004 Athény            | LOH 2004 | John Tarkong                  |               |                  |                  | 0      |
| 2008 Peking            | LOH 2008 | Elgin Elvais                  |               |                  |                  | 0      |
| 2012 Londýn            | LOH 2012 | Rodman Teltull                |               |                  |                  | 0      |
| 2016 Rio de Janeiro    | LOH 2016 | Florian Skilang Temengil      |               |                  |                  | 0      |
| 2020 Tokio             | LOH 2020 | Osisang Chilton Adrian Ililau |               |                  |                  | 0      |
| 2024 Paříž             | LOH 2024 |                               |               |                  |                  | x      |
| Celkem                 | 6        |                               | 0             | 0                | 0                | 0      |
| Zdroj na Olympedia.org |          |                               |               |                  |                  |        |